# Marius Corbu
Marius Corbu, né le 7 mai 2002 à Cădărești en Roumanie, est un footballeur roumain qui évolue au poste de milieu offensif à l'APOEL Nicosie.

## Biographie

### En club
Né à Cădărești en Roumanie, Marius Corbu est formé par le FK Miercurea Ciuc (en). Il rejoint la Hongrie et la Puskás Akadémia en 2020.
Il joue son premier match dans le championnat hongrois le 30 août 2020, contre l'Újpest FC. Il entre en jeu lors de cette rencontre remportée par son équipe sur le score de trois buts à deux,.
Le 18 août 2021, Corbu inscrit son premier but, lors d'une rencontre de championnat face au Zalaegerszeg TE FC. Son équipe l'emporte par trois buts à un ce jour-là.
Corbu réalise son premier doublé sous les couleurs de la Puskás Akadémia le 7 août 2022 face au Újpest FC, en donnant la victoire à son équipe lors d'une rencontre de championnat (2-0 score final).

### En sélection
Marius Corbu joue son premier match avec l'équipe de Roumanie espoirs le 7 octobre 2021, lors d'un match amical contre la Suède. Il est titularisé et son équipe s'impose par un but à zéro, sur une réalisation de George Cîmpanu. Le 16 novembre 2021, il délivre sa première passe décisive, contre l'Italie, mais ne peut empêcher la défaite de son équipe, 4-2. 

## Vie privée
Marius Corbu possède des origines hongroises, sa famille étant en partie Csángós. Son nom signifie "corbeau" en hongrois.